# Michael Birkedal
Michael Birkedal (ur. 18 listopada 1959 w Kopenhadze) – duński piłkarz występujący na pozycji pomocnika.

## Kariera klubowa
Birkedal karierę rozpoczynał w sezonie 1978 w pierwszoligowym Slagelse B&I. W 1980 roku odszedł do innego pierwszoligowca, Næstved IF. W sezonie 1980 wywalczył z nim wicemistrzostwo Danii, a w sezonie 1981 zajął 3. miejsce w lidze.
Pod koniec 1981 roku Birkedal przeszedł do holenderskiego FC Twente. W Eredivisie zadebiutował 22 listopada 1981 w przegranym 0:2 meczu z SBV Haarlem. W sezonie 1982/1983 spadł z zespołem do Eerste divisie, ale w kolejnym awansował z nim z powrotem do Eredivisie. Graczem Twente był przez pięć sezonów.
W 1986 roku wrócił do Danii, gdzie został graczem pierwszoligowego klubu Ikast FS. W sezonie 1987 wywalczył z nim wicemistrzostwo Danii. W 1988 roku przeszedł do szwajcarskiego drugoligowca, FC La Chaux-de-Fonds. Spędził tam sezon 1988/1989, a potem przeniósł się do swojego pierwszego zespołu, Slagelse B&I, grającego już w trzeciej lidze. W 1990 roku zakończył tam karierę.

## Kariera reprezentacyjna
W reprezentacji Danii Birkedal wystąpił jeden raz, 1 września 1982 w przegranym 0:1 towarzyskim meczu z Rumunią.